# Lago No
Il lago No è un lago del Sudan del Sud. Si trova a nord della vasta zona paludosa del Sudd, alla confluenza tra i fiumi Bahr al-Jabal (Nilo della Montagna) e Bahr al-Ghazal o Fiume delle Gazzelle. 
Il lago segna la transizione tra il Bahr al-Jabal e il Nilo Bianco vero e proprio. Il lago No si trova approssimativamente 1156 km più a valle rispetto all'ugandese lago Alberto, il più grande lago del Nilo Bianco. Il lago è considerato il centro della popolazione Nuer.

Confluenza del Bahr al-Ghazal con il lago No ed il Nilo della Montagna (Bahr al-Jabal)